# Реликтовое дерево гинкго (Владикавказ)
Реликтовое дерево гинкго — старовозрастной экземпляр гинкго, которое произрастает во Владикавказе во внутреннем дворе детского сада № 106 на улице Тамаева, 46. Ботанический памятник природы регионального значения (номер в реестре № 1510166).
Находится в ведении Министерства охраны окружающей среды и природных ресурсов Республики Северная Осетия-Алания.
Высота дерева составляет 12 метров, толщина ствола — 45 сантиметров. Площадь памятника — 0,0003 га. Близлежащая территория характеризуется малым видовым разнообразием травяного покрова. Около дерева произрастают плевел многолетний, мятлик полевой, клевер ползучий, лапчатка ползучая, будра плющелистная, осока ежовая и подорожник большой. 
Дерево имеет рекреационную, достопримечательную и познавательную ценность. Свободный доступ к дереву ограничен, посещение необходимо согласовывать с персоналом детского учреждения.

## Источник
- Реликтовое дерево гинкго, Особо охраняемые природные территории России
- Паспорт памятника природы